# Mestisko
Mestisko (maďarsky Kishely - do roku 1907 Mesztiszkó) je obec v okrese Svidník na severovýchodním Slovensku, v Ondavské vrchovině. V obci je římskokatolický kostel Narození Panny Marie z roku 1843.

## Historie
Místo je poprvé písemně zmíněno v roce 1414 jako Wywaras – patřilo k panství hradu Makovica. V roce 1427 bylo podle berního rejstříku uváděno 52 port, v roce 1787 měla obec 47 domů a 378 obyvatel, kteří byli zaměstnáni jako sedláci, pastýři a chovatelé dobytka.

## Osobnosti
- Michal Tkáč, římskokatolický kněz a čestný kanovník Katedrální kapituly u sv. Mikuláše v Českých Budějovicích